# (35035) 1981 ER29
1981 ER29 (asteroide 35035) é um asteroide da cintura principal. Possui uma excentricidade de 0.13682730 e uma inclinação de 13.28479º.
Este asteroide foi descoberto no dia 1 de março de 1981 por Schelte J. Bus em Siding Spring.